# Бело језеро (Гродњенска област)
Бело језеро (блр. Белае возера; рус. Белое озеро) језеро је у северозападном делу Републике Белорусије. Налази се у централном делу Гродњенског рејона у Гродњенској области.
Површина језера је 7,1 км², максимална дужина је до 13 километара, а ширина до 1,15 км. Просечна дубина је 3,2 метра (максимална до 6,9 м). Површина сливног подручја је 267 км².
Језеро је део заштићене еколошке зоне Озеры која поред језера обухвата и околне шуме површине 18 хектара. 